# Sente (plaats)
Sente (ook: Sint-Katarina, Sint-Katrien of Sint-Katharina) is een parochie gelegen op de plaats waar de grenzen van gemeenten Lendelede, Kuurne en Heule (deelgemeente van Kortrijk) samenkomen. De plaats is vernoemd naar de heilige Catharina van Alexandrië.
De kern is ontstaan aan het kruispunt van de oude verbindingsweg Kortrijk - Roeselare met de weg naar Heule. In 1870 werd de parochie erkend. De neoromaanse Sint-Catharinakerk uit 1879 staat op het grondgebied van Kuurne. De lagere school light half op Kuurne en half op Lendelede. Daarnaast ligt een deel van de parochie op het grondgebied van Heule (Kortrijk). Dit creëert een aantal unieke problemen, zoals de kerkfabriek die ressorteert onder drie gemeenten.
Tot 1955 had het dorp een spoorweghalte langs de spoorlijn Kortrijk-Brugge.
Vroeger was het vlasboeren de grootste landbouwactiviteit in Sint-Katrien. Mede door de bombardementen van de Tweede Wereldoorlog en dan later vanaf 1970 is dit ferm verminderd. Nu wordt dit nog door 1 bedrijf gedaan.
Vanaf 1970 werden woonwijken aangelegd, vooral op het grondgebied van Lendelede en later ook op het grondgebied van Kuurne en Heule. Sint-Katharina blijft zich hierdoor ontwikkelen, met een eigen lagere school, een Jeugdbeweging (Chir), een toneelgroep (Trienewup) en tal van andere verenigingen. Er is wat kleinhandel te vinden zoals een bakkerij, een slagerij, twee frituren, een broodjeszaak (De Noen), een bloemenwinkel, een kapper, een restaurant en een café.

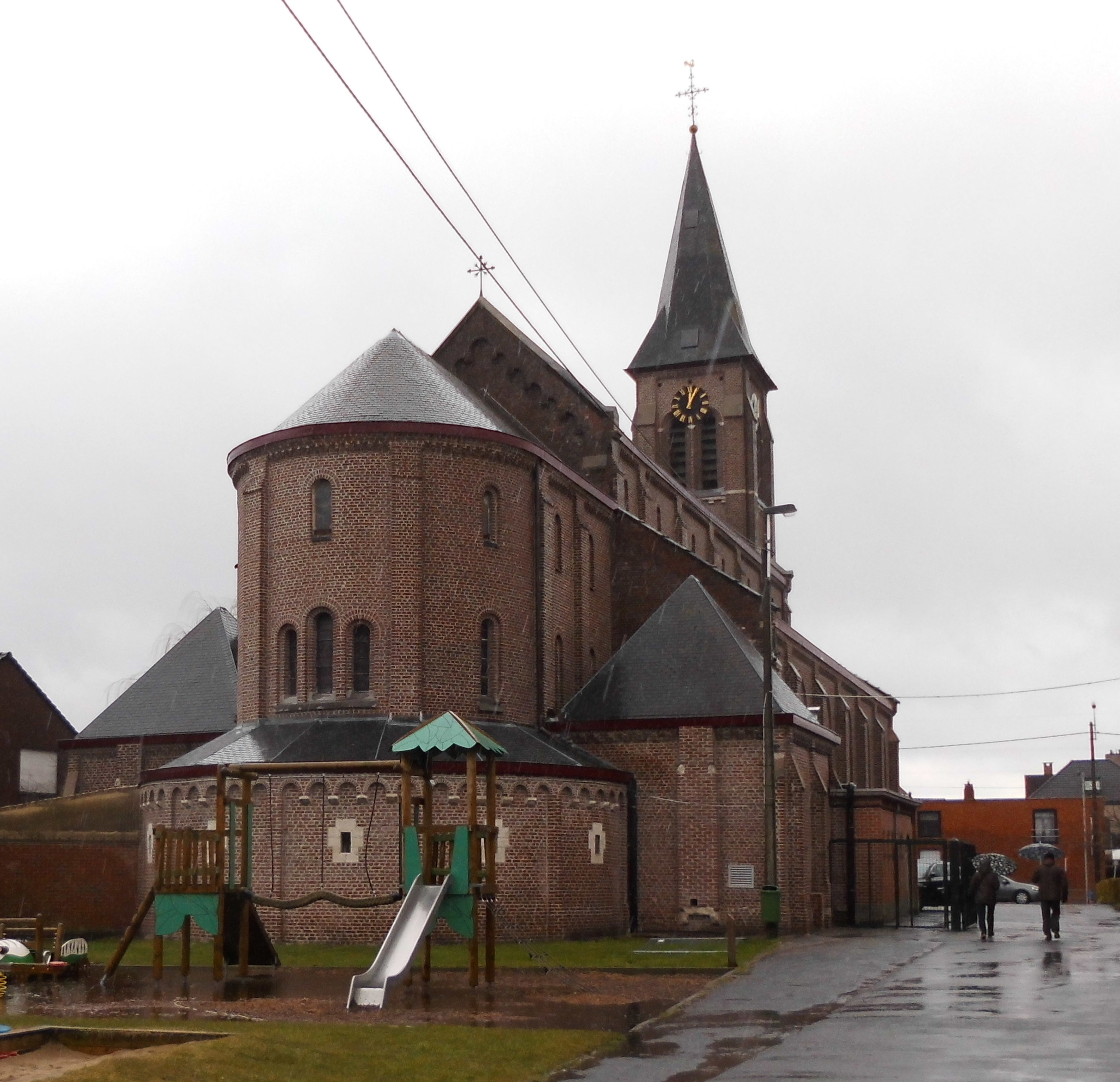
De Sint-Katharinakerk

## Bekende personen
- Piet Huysentruyt

## Nabijgelegen kernen
Lendelede, Heule, Kuurne